# Fushë-Çidhën
Fushë-Çidhën é uma comuna (em albanês:  komuna) da Albânia localizada no distrito de Dibër, prefeitura de Dibër.